# Коровин, Валерий Михайлович
Вале́рий Миха́йлович Коро́вин (род. 31 мая 1977, Владивосток) — российский политолог, журналист, политический деятель. Директор Международного некоммерческого фонда «Центр геополитических экспертиз», член Евразийского комитета — заместитель руководителя Международного Евразийского движения, член Изборского клуба, с 31 мая 2014 года член Общественной палаты России 5-го состава.

## Биография
Отец — Коровин Михаил Николаевич, родился в городе Свердловске, с 1977 по 1992 годы — офицер ВМФ (г. Владивосток). Мать — Коровина (Савченко) Ирина Владимировна, родилась в городе Хабаровске. В 1994 году окончил среднюю школу г. Владивостока, в 1999 году — Московский государственный строительный университет. Образование высшее. Соискатель Социологического факультета МГУ.
С 1995 года — сотрудник Центра Евразийских Геополитических Инициатив А. Дугина, работал в Институте специальных метастратегических исследований, аналитической группе «АРИЕС».
С 1999 года — эксперт секции Центр геополитических экспертиз Экспертно-консультативного совета по проблемам национальной безопасности при председателе Государственной Думы РФ.
С 2000 года занимается журналистской деятельностью. Публиковался в изданиях Фонда эффективной политики «Русский журнал» и «Страна.ру», изданиях Российского информационного агентства «РосБизнесКонсалтинг», газетах «Версия», «НГ», «Газета», «Ведомости», «Независимое обозрение», «Красная звезда», «Новые известия», «Российская газета», «Русский курьер», журналах «VIP», «Политический класс»; работал ведущим нескольких авторских программ на «Народном Радио». Готовил материалы для программ «Однако» и «Другое время» на Первом канале (ведущий — Михаил Леонтьев), а также для программы «Русский взгляд» (Третий канал), в 2007 году — автор и ведущий рубрики «Реакция» в программе «Вехи» на телеканале Спас.
С 2001 года руководитель Информационно-аналитического отдела ОПОД «Евразия», затем партии «Евразия» и Международного Евразийского Движения.
С 2003 года главный редактор газеты «Евразийское обозрение» и Информационно-аналитического портала «Евразия». Эксперт портала «Кремль.org».
С 2004 года — руководитель Информационного управления и пресс-службы Международного Евразийского Движения, член Евразийского комитета МЕД, заместитель председателя Евразийского комитета, советник по информационной политике.
С февраля 2005 года — основатель и лидер Евразийского союза молодёжи (ЕСМ), Комиссар Федеральной Сетевой ставки ЕСМ.
С 2007 года — заместитель директора Центра геополитических экспертиз.
C 2008 года — заместитель руководителя Центра консервативных исследований Социологического факультета МГУ.
С 2010 года — создатель и куратор Северо-Кавказского новостного агентства «СКФОnews», директор Центра геополитических экспертиз.
С 2012 года — Руководитель Организационного комитета по созданию Политической партии «Евразия», Председатель Исполнительного комитета, заместитель Председателя Политического совета Политической партии «Евразия»
31 мая 2014 года избран членом Общественной палаты России 5-го состава, получив в ходе интернет-голосования 39 299 голосов (2-е место по направлению Гармонизация межэтнических и межрелигиозных отношений).

### 1990-е
В 1994 году окончил среднюю школу в городе Владивостоке, в конце июня приехал в Москву, поступил в Московский государственный строительный университет (МГСУ). В январе 1995 года пришёл в Национал-большевистскую партию (НБП), которую в тот момент только создавали Эдуард Лимонов, Александр Дугин и музыкант Егор Летов. Стоял у истоков её создания (партбилет московского отделения НБП № 8), на тот момент в партии, помимо Лимонова, Дугина и Летова, входили: Тарас Рабко, Наталья Медведева, художник Михаил Рошняк, Дмитрий Ларионов, Василий Сафронов, Кирилл Охапкин, Александр Аронов, Александр Дементьев, Алексей Разуков, Алексей Цветков и Максим Сурков. Был руководителем НБ-бригады номер 1, автор повязки НБП и праздника «День русской нации», отмечаемого 5 апреля. Входил в состав политсовета, созданного Лимоновым накануне раскола 1998 года (в первый политсовет также входили: Максим Сурков, Алексей Цветков, Аркадий Малер, Владислав Иванов, Игорь Минин. Все эти люди покинули НБП после ухода Дугина). Ушёл из НБП вслед за Дугиным, не согласившись с утверждениями Лимонова: «Партии не нужна идеология, партии нужны действия» и «НБП победит в любом случае, с Дугиным или без». Был автором письма к руководству партии, подписанного всеми членами политсовета.
В мае 1998 года вместе с Александром Дугиным стал основателем «Нового университета», располагавшегося поначалу в помещении Библиотеки № 27 на станции метро «Спортивная». Участвовал в издании вкладыша в газету «Завтра» — «Национал-большевистское вторжение», впоследствии переименованного в «Евразийское вторжение». Занимался выпуском отдельных номеров «Евразийского вторжения», впоследствии стал главным редактором. В июне 1999 года окончил университет. Работал в аналитическом отделе компании «Русское золото», возглавляемом на тот момент Натальей Мелентьевой, затем в Центре геополитических экспертиз Экспертно-консультативного совета по проблемам национальной безопасности при председателе Государственной Думы Федерального собрания РФ.

### 2000-е
В мае 2000 года вместе с Дугиным участвовал в создании Общероссийского социал-демократического общественного движения «Россия», возглавляемого на тот момент Председателем Государственной Думы РФ Геннадием Селезнёвым. Участвовал в учредительном съезде ОПОД «Россия».
В 2001 году стал одним из основателей ОПОД «Евразия». Участвовал в подготовке международной конференции «Исламская угроза или угроза исламу», прошедшей в Москве 28 июня 2001 года. В 2002 году вошёл в руководящие органы Политической партии «Евразия», преобразованной из движения «Евразия». Возглавил пресс-службу и Информационно-аналитический отдел. Выпускал газету «Евразийское обозрение». В 2003 году вошёл в Евразийский комитет (руководящий орган) Международного «Евразийского движения», созданного на базе партии «Евразия». Стал главным редактором Информационно-аналитического портала «Евразия».
В 2003 году в качестве международного наблюдателя (от Международного «Евразийского движения») участвовал в выборах парламента Республики Казахстан.
В феврале 2005 года в Москве, на пресс-конференции в РИА Новости, совместно с Алексеем Арестовичем, Александром Дугиным и Дмитрием Корчинским, презентовал создание Евразийского антиоранжевого фронта.
В 2005 году стал основателем и лидером Евразийского союза молодежи (ЕСМ). Выпускал газету «Евразийское вторжение». 23 января 2011 года, на V съезде ЕСМ, передал свои полномочия новым руководителям (Павлу Канищеву и Александру Бовдунову) в связи с достижением предельного возраста участника Движения — 35 лет.

### 2010-е

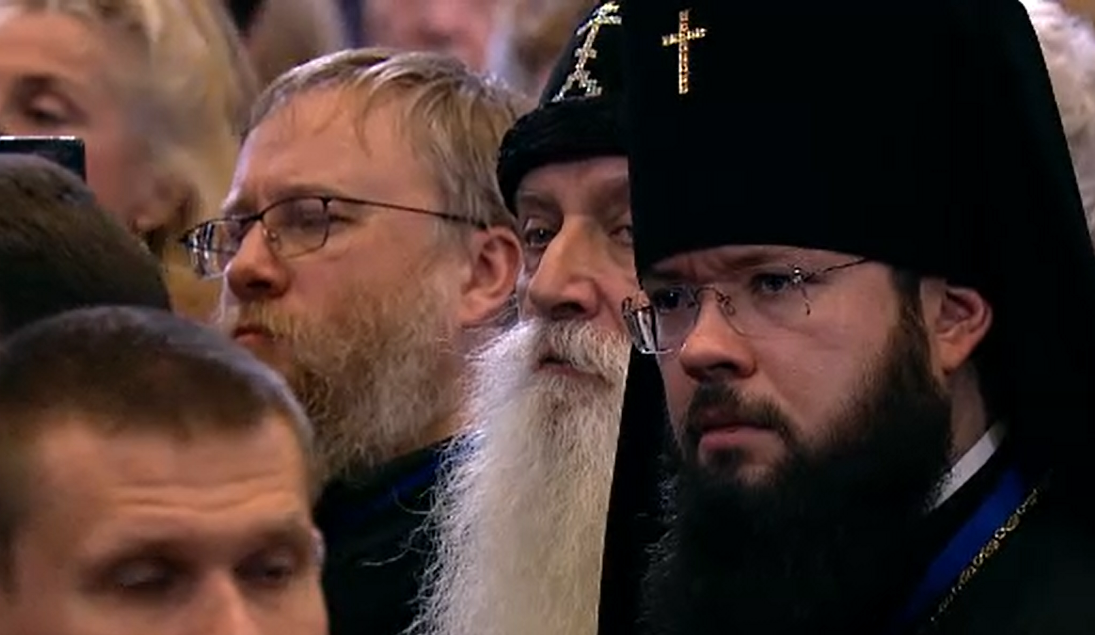
В. М. Коровин и предстоятель Русской православной старообрядческой церкви митрополит Корнилий (Титов) на VI Всемирном конгрессе соотечественников, проживающих за рубежом

В 2010 году — директор Центра геополитических экспертиз, научный консультант Северо-Кавказского новостного агентства «СКФОnews». В рамках работы в «СКФОnews» неоднократно посещал республики Северного Кавказа, встречался с главами Ингушетии Юнус-Беком Евкуровым и Карачаево-Черкесии Борисом Эбзеевым, главой Республики Дагестан Рамазаном Абдулатиповым, главой Чеченской Республики Рамзаном Кадыровым, министрами и профильными чиновниками других субъектов СКФО. Выступил редактором и научным консультантом при подготовке доклада «Северный Кавказ: русский фактор». В 2011 году авторским коллективом под руководством Валерия Коровина был подготовлен доклад «Миграция русских: причины оттока с Северного Кавказа. Описание проблемы, актуальная ситуация (1989—2011)», презентация которого состоялась в пресс-центре «Интерфакс-ЮГ» 8 февраля 2011 года.
Является членом «Изборского клуба», созданного в 2012 году. В рамках поездок Изборского клуба посетил города Екатеринбург, Омск, Оренбург, Махачкалу, Грозный, Орёл, Санкт-Петербург и другие.
Избран в результате интернет-голосования и с 31 мая 2014 года являлся членом Общественной палаты Российской Федерации пятого созыва, входил в состав Комиссии по гармонизации межнациональных и межрелигиозных отношений.
31 октября 2018 года совместно с предстоятелем Русской православной старообрядческой церкви митрополитом Корнилием (Титовым) принимал участие в работе VI Всемирного конгресса соотечественников, проживающих за рубежом.

## Санкции
31 декабря 2024 года включен в санкционные списки США, одновременно с Центром геополитических экспертиз.

## Положительные отзывы
К идеям Коровина положительно относятся философ Александр Дугин, писатели Александр Проханов и Николай Стариков, журналисты Михаил Леонтьев и Максим Шевченко, а также политики Сергей Бабурин и Наталия Витренко.

## Критика

### О деятельности на Украине
Созданная Валерием Коровиным организация Евразийский союз молодёжи (ЕСМ) была запрещена на территории Украины в 2011 году за акции, проведённые в 2005—2007 гг. Так же на Украине Президентской Комиссией по вопросам защиты общественной морали указом № 1 была запрещена книга Коровина «Накануне Империи. Прикладная геополитика и сетевые войны». «Поговаривают, что и саму Комиссию специально создали для вынесения данного конкретного приговора». Уже после майдана 2014 года на Украине так же была запрещена книга Валерия Коровина «Конец проекта „Украина“».
7 января 2023 года, на фоне вторжения России на Украину, попал под санкции Украины как член «Изборского клуба», сообщества «пропагандистско-идеологической агрессии России против Украины», на сайте которого «приведена дискредитирующая, очерняющая и представляющая в негативном свете Украину информация, ставящая под сомнение право украинской нации на самоопределение и собственную государственность, содержит призывы к нарушению территориальной целостности Украины, искажает историю».

### О деятельности Валерия Коровина в Общественной палате России
Секретарь-координатор Кавказского геополитического клуба Яна Амелина пишет, что

Валерий Коровин запустил… …несвоевременное предложение о создании на территории РФ, а именно в горной Чечне «некоего теократического анклава для молодых мусульман», ищущих «традиционных форм существования в рамках ислама»…

## Книги
- Коровин В. М. "...накануне Империи: прикладная геополитика и сетевые войны". — М.: Евразийское Движение, 2008. — 352 с. — 2500 экз. — ISBN 978-5-903459-04-9.
- Коровин В. М. Главная военная тайна США. Сетевые войны. — М.: Яуза, Эксмо, 2009. — 288 с. — (Войны XXI века). — 3500 экз. — ISBN 978-5-699-34471-0.
- Коровин В. М. Северный Кавказ: русский фактор. — М.: Социологический факультет МГУ, 2010.
- Коровин В. М. Миграция русских: причины оттока с Северного Кавказа. Описание проблемы, актуальная ситуация (1989—2011). — М.: Социологический факультет МГУ, 2011.
- Коровин В. М. Удар по России. Геополитика и предчувствие войны. — СПб.: Питер, 2014. — 304 с. — 3000 экз. — ISBN 978-5-496-00707-8.
- Коровин В. М. Третья мировая сетевая война. — СПб.: Питер, 2014. — 352 с. — 4000 экз. — ISBN 978-5-496-01131-0.
- Коровин В. М. Конец проекта "Украина". — СПб.: Питер, 2014. — 256 с. — 4000 экз. — ISBN 978-5-496-01448-9. Переиздана: Издательство «Родина», 2023. Тираж 200 экз. ISBN 9785001809784.
- Коровин В. М. Накануне империи. Прикладная геополитика и стратегия в примерах — М.: Алгоритм, 2015. — 272 с. — 1500 экз. — ISBN 978-5-906798-60-2.
- Коровин В. М. Россия на пути к империи. — СПб.: Питер, 2016. — 320 с. — 2000 экз. — ISBN 978-5-496-01827-2.
- Коровин В. М. Имперский разговор. Империя, геополитика, идеология, традиция — М.: Книжный мир, 2016. — 384 с. — 2000 экз. — ISBN 978-5-8041-0856-5.
- Коровин В. М. Геополитика и предчувствие войны. Удар по России — СПб.: Питер, 2018. — 288 с. — 2500 экз. — ISBN 978-5-4461-0494-9
- Коровин В. М. Кавказ без русских: удар с Юга — М.: Родина, 2021. — 336 с. — 500 экз. — ISBN 978-5-00180-255-6.
- Коровин В. М. Конец Европы. Вместе с Россией на пути к многополярности — М.: Родина, 2023. — 352 с. — 500 экз. — ISBN 978-5-00180-850-3.
- Коровин В. М. Имперский разговор о Карабахе. Геополитика и этносоциология конфликта — М.: Родина, 2023. — 96 с. — 100 экз. — ISBN 978-5-00222-094-6.
- Коровин В. М. После Украины — М.: АСТ, 2024. — 352 с. — 2000 экз. — ISBN 978-5-17-165363-7.